# Michael Rummenigge
Michael Rummenigge (sinh ngày 3 tháng 2 năm 1964) là một cầu thủ bóng đá người Đức.

## Đội tuyển bóng đá quốc gia Đức
Michael Rummenigge thi đấu cho đội tuyển bóng đá quốc gia Đức từ năm 1983 đến 1986.

## Thống kê sự nghiệp
| Đội tuyển bóng đá Đức | Đội tuyển bóng đá Đức | Đội tuyển bóng đá Đức |
| Năm                   | Trận                  | Bàn                   |
| --------------------- | --------------------- | --------------------- |
| 1983                  | 1                     | 0                     |
| 1984                  | 0                     | 0                     |
| 1985                  | 0                     | 0                     |
| 1986                  | 1                     | 0                     |
| Tổng cộng             | 2                     | 0                     |